# Мария София Нейбургская
Мария София Елизавета Нейбургская (нем. Marie Sophie von der Pfalz; 6 августа 1666, Дворец Бенрат — 4 августа 1699, Лиссабон) — королева Португалии, жена короля Педру II с 1687 года.

## Семья
Была одиннадцатым ребёнком Филиппа Вильгельма Пфальцского и Елизаветы Амалии Гессен-Дармштадтской. Помимо Марии Софии у её родителей было ещё шестнадцать детей, среди которых:
- Иоганн Вильгельм — курфюрст Пфальца;
- Карл III Филипп — курфюрст Пфальца;
- Элеонора Нейбургская — императрица Священной Римской империи;
- Мария Анна Нейбургская — королева-консорт Испании.

## Жизнь в Португалии
Мария София вышла замуж за овдовевшего короля Португалии Педру II в 1687 году, четыре года спустя после смерти его первой жены Марии-Франциски Савойской. Король Франции Людовик XIV был огорчен решением Педру II взять себе жену из дома Виттельсбахов, а не выбрать вновь одну из французских принцесс, как надеялся Людовик.
Марию Софию характеризовали как очень нежную женщину, заслужившую подлинное уважение своего мужа. Хотя она и вступала в конфликты со своей золовкой Екатериной по вопросам дворцового этикета, ей удалось подружиться со своей падчерицей, инфантой Изабеллой Луизой, которая должна была выйти замуж за брата королевы, если бы не скончалась в возрасте 21 года.
Королева Мария София активно занималась благотворительностью: помогала вдовам и сиротам, позволяла беднякам получать медицинскую помощь в королевском дворце. Помогла открыть школу при францисканском ордене в Бежа.
Она скончалась от лихорадки, предположительно бывшую симптомом рожистого воспаления, 4 августа 1699 года, за два дня до тридцатитрёхлетия.

## Дети
В браке с Педру II у Марии Софии было семеро детей:
1. Жуан[порт.] (1688—1688) — Принц Бразильский, умер в младенчестве;
2. Жуан (1689—1750) — Король Португалии;
3. Франсишку (1691—1742) — герцог Бежа;
4. Антониу[порт.] (1695—1757) — умер бездетным;
5. Тереза Мария[порт.] (1696—1704) — умерла в младенчестве;
6. Мануэл (1697—1766) — граф Оурем;
7. Франсишка Жозефа (1699—1736) — умерла бездетной.